# Nikolai Berzarin
Nikolai Erastovich Berzarin (em russo: Никола́й Эра́стович Берза́рин) (São Petersburgo, 1 de abril de 1904 - Berlim, 16 de junho de 1945) foi um oficial soviético do Exército Vermelho durante a era stalinista e a Segunda Guerra Mundial. Em 1945, ele se tornou o primeiro comandante das forças de ocupação soviéticas em Berlim .

## Biografia
Berzarin nasceu em São Petersburgo, filho de um encanador e de uma costureira. Ele tinha um irmão e quatro irmãs. Em 1925, casou-se com a funcionária de um banco Natalja Prosinjuk, com quem teve duas filhas, Larissa e Irina.

### Treinamento
Em 1918, Berzarin alistou-se no Exército Vermelho e lutou contra as tropas aliadas em Archangelsk durante a Guerra Civil. Entre 1921 e 1923, continuou o treinamento militar nos Cursos de Comando de Leningrado, aprendeu o manuseio de metralhadoras no "Curso Vistrel" e um curso de comando no Distrito Militar da Sibéria. Em 1922, ele se tornou membro do Komsomol. Em 1923, foi designado para a atuar na Sibéria .
Em 1926, após o treinamento de oficial, tornou-se membro do PCUS .

### Carreira militar
Ele começou o serviço militar como um soldado alistado em Petrogrado, e depois atuou na Frente Norte contra a Intervenção Aliada; também participou da repressão à Revolta de Kronstadt (1921). Em 1924, ele estava servindo como oficial subalterno na região de Amur. Em 1927, retornou à Sibéria, onde foi assistente do comandante de uma unidade de treinamento de oficiais em Irkutsk. De 1933 a 1935, serviu na equipe do Exército Especial Estandarte Vermelho do Extremo Oriente; de 1935 a 1937 ele liderou o 77º Regimento de Rifles da 26ª Divisão de Rifles do Exército do Extremo Oriente. Até 1938, ele foi o instrutor chefe do grupo Amur.
Durante o Grande Expurgo, ele foi acusado de dever sua carreira aos "inimigos do povo ", mas foi apoiado por vários membros do Partido Comunista. Como comandante da 32ª Divisão de Rifles, ele repeliu os ataques japoneses no Lago Khasan (1938), pelo qual foi condecorado com a Ordem do Estandarte Vermelho .
Após sua nomeação como Major-general, ele foi transferido, a seu próprio pedido, para Riga, e tornou-se comandante do 27º Exército em maio de 1941.
Após a invasão alemã à União Soviética, ele fez parte da luta contra as forças nazistas. De dezembro de 1941 a maio de 1944, foi Comandante-em-Chefe de vários exércitos. Em março de 1943, foi gravemente ferido e hospitalizado por seis meses.
Ele recebeu a Ordem de Lenin e foi promovido a Coronel-general por seu sucesso em romper as linhas alemãs na Ofensiva Jassy-Kishinev. Após conquistar Chișinău, em agosto de 1944, as Frentes Bielorrussa e Ucraniana começaram sua marcha sobre Berlim.

### Comandante de Berlim

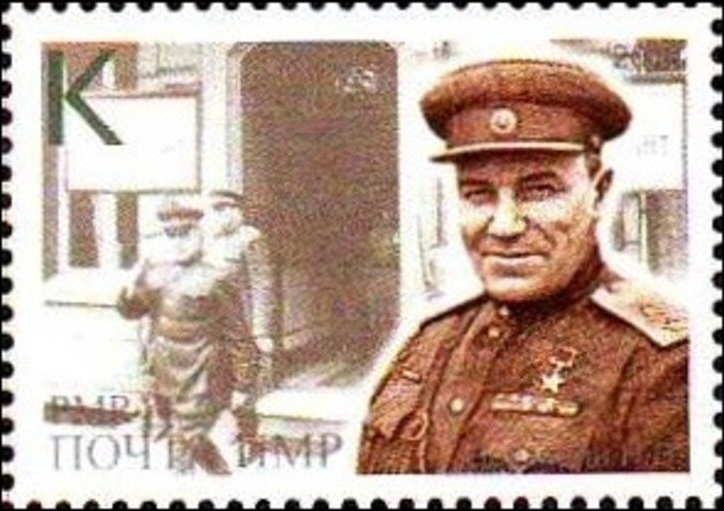
Berzarin em um selo de 2019 da Transnístria

Durante a Batalha de Berlim, o 5º Exército de Choque de Berzarin alcançou a periferia oriental da capital alemã em 21 de abril de 1945, tornando-se o primeiro Exército Soviético a fazê-lo. Em 24 de abril, ele foi nomeado comandante da cidade pelo marechal Gueorgui Júkov. Pela "Ordem nº 1", em 28 de abril, Berzarin assumiu todo o poder governamental. Ele trabalhou para restabelecer a ordem na capital alemã, cidade que estava em ruínas, depois de anos de pesados bombardeios, criando uma força policial e fornecendo à população alimentos, água, gás e eletricidade, bem como reabrindo escolas e teatros. Em 17 de maio, ele nomeou o apartidário Arthur Werner como primeiro prefeito de Berlim no pós-guerra.
Em 16 de junho de 1945, após apenas 55 dias no cargo, ele morreu em um acidente de motocicleta ao colidir com um comboio de caminhões perto de seu escritório em Berlim. Rumores de que as forças nazistas do Werwolf o assassinaram nunca foram confirmados. Berzarin está enterrado no cemitério Novodevichy em Moscou.

## Cidadania honorária

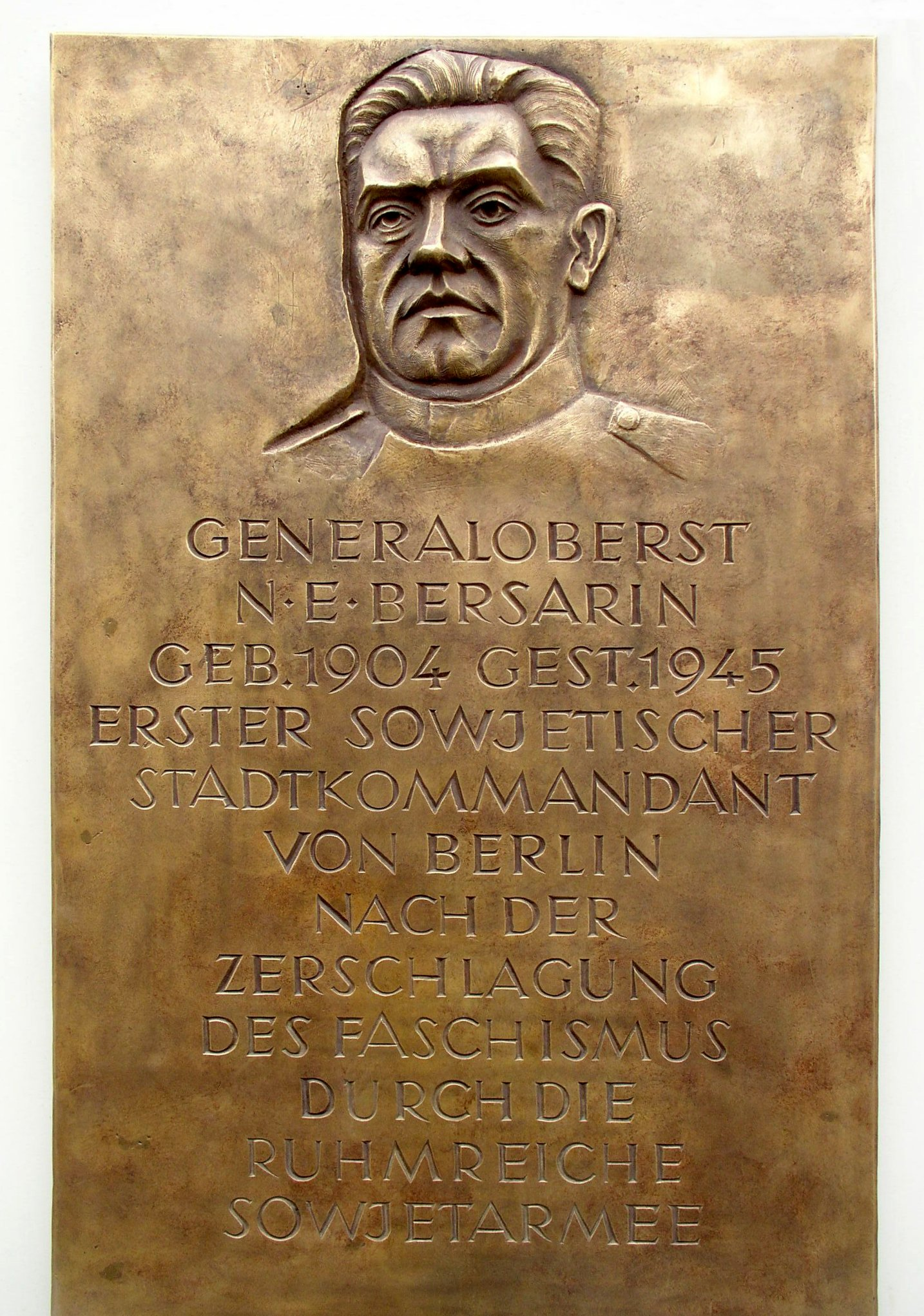
Placa memorial em Bersarinplatz, Berlin-Friedrichshain

Em 1975, Berzarin recebeu postumamente a cidadania honorária de Berlim Oriental. Após a reunificação alemã, ele foi formalmente removido do rol de cidadãos honorários pelo Senado de Berlim em 1992.
Mediante uma resolução do parlamento de Berlim, ele recuperou sua cidadania honorária em 2003, em vista de seus méritos em garantir o abastecimento da população local. Detratores da nova honraria alegaram que Berzarin era um estalinista e estava envolvido em crimes de guerra soviéticos, sendo responsável pela deportação de 47.000 bálticos em 1940. Essas acusações, no entanto, mostraram-se inverídicas, uma vez que Berzarin estava em serviço em Vladivostok no período.
De 1947 a 1991, um trecho do Inner Ring Road em Berlim, recebeu o nome de Bersarinstraße em sua homenagem; a rotatória Bersarinplatz leva seu nome até hoje. Em abril de 2005, uma ponte rodoviária em Berlim recebeu o nome de Berzarin, na área onde seu exército atingiu os limites da cidade em 1945.